# Спомен-обележје жртвама Главњаче
Спомен-обележје жртвама Главњаче је подигнуто 1974. године на месту некадашње зграде Управе града Београда, познате као Главњача, која је током читавог свог постојања од 1864. до 1953. године служила као затвор за политичке затворенике.
Спомен-обележје се налази на платоу испред зграде Хемијског факултета Универзитета у Београду, на адреси Студентски трг бр. 12-16.

## Историјат

### Главњача
Од 10. јануара 1921. године, у оквиру Другог одсека Одељења за државну заштиту је постојао пододсек који се бавио комунистима и анархистима. Много припадника илегалне Комунистичке партије Југославије и других револуционарних организација је прошло кроз Главњачу у том периоду.
У згради Главњаче је за време Другог светског рата, био је смештен Четврти "антикомунистички" одсек Специјалне полиције на челу са Божидаром Бошком Бећаревићем.
Главњача је оштећена у борбама за ослобођење Београда током октобра 1944. године, а након рата је у њу смештено седиште Одељење за заштиту народа (ОЗНА). Зграда је срушена 1953. године и на њеном месту је подигнута зграда Природно-математичког факултета Универзитета у Београду.

### Спомен-обележје
Спомен-обележје је подигнуто 1974. године, поводом тридесете годишњице ослобођења Београда у Другом светском рату.
Због радова на згради факултета, спомен-обележје је било измештено између октобра 2012. и маја 2013. године. У том периоду, извршена је реконструкција и рестаурација спомен-обележја, које су обухватале поновно фрагментарно лепљење и постављање мозаика уз додавање недостајућег дела, санација терена, чишћење и прање скулптуре...
Средином јануара 2019. године, нестао је бронзани цвет са спомен-обележја.

## Изглед спомен-обележја
Спомен-обележје се састоји од бронзане скулптуре у облику петолисног цвета на мермерном постољу, као и мозаика. Аутор спомен-обележја је вајар Милорад Тепавац Тепа. 
Запис који се налази на мозаику каже: „На овом месту налазио се затвор Управе града Београда Главњача. Хиљаде комуниста и бораца за слободу злостављано је у њеним ћелијама. Запаљена је и до темеља изгорела у борбама за ослобођење Београда 1944.“
Испред постоља и бронзаног цвета, стоји натпис: „Гњевна кост никада не плаче, бунтовна из земље искаче.“

## Галерија
- Део мозаика: „На овом месту налазио се затвор Управе града Београда Главњача. Хиљаде комуниста и бораца за слободу злостављано је у њеним ћелијама.“
- Део мозаика: „Гњевна кост никад не плаче, бунтовна из земље искаче.“
- Део мозаика: „Запаљена је и до темеља изгорела у борбама за ослобођење Београда 1944.“
- Спомен-обележје жртвама Главњаче (15. август 2020)